# 洪鍾学
洪 鍾学（ホン・ジョンハク、韓国語: 홍종학、1959年5月12日 - ）は、韓国の経済学者、政治家。第19代韓国国会議員、初代中小ベンチャー企業部長官を歴任した。

## 来歴
京畿道仁川市（現・仁川広域市）出身。延世大学校経済学科、同大学院経済学科卒。カリフォルニア大学サンディエゴ校大学院経済学科博士。
韓国総合金融を経て嘉泉大学校専任講師・助教授・副教授・教授、経済正義実践市民連合政策委員、公正取引委員会競争政策諮問委員会委員、産業資源部産業発展審議委員会委員、経済正義実践市民連合政策委員長、経済正義実践市民連合経済政策研究所所長、進歩と改革のための議題27共同代表、福祉国家と民主主義のためのシンクタンクネットワーク共同代表、民主党憲法第119条経済民主化特別委員会TFチーム長、市民政治行動「私が夢見る国」共同代表、革新と統合政策委員長、民主統合党政策委議長を歴任した。
嘉泉大学校グローバル経済学科名誉教授を務めた後、2017年に文在寅政権が中小ベンチャー企業部を新設した際は初代長官に指名された。中小企業界ではかなり期待する雰囲気であったが、当時中学生の娘がソウル特別市中区忠武路にある年間収益額が約2億ウォンの商業用不動産を2015年11月に贈与を通じて取得したことが聴聞会で野党から厳しく追及された。その後、自由韓国党と国民の党の反対にもかかわらず、文在寅大統領は洪の任命を強行した。

## 政策
2014年には新婚夫婦のための賃貸住宅の供給拡大する法案を提出したが、セヌリ党は財源が足りないとして反対するのに対し、無償提供ではないと反論した。

## エピソード
1998年の大学教授時代に書いた本に「名門大学出身じゃないと素養がない」という「学閥・名門大至上主義」の主張があったため、2017年10月に認識が変わったとして謝罪した。
2016年2月の朴槿恵大統領の国会演説中、ウェブトゥーンを読む場面が撮られた。本人はデジタル疎通本部長として「共感カフェ」にアップロードされたコンテンツを点検すると釈明した。